# Kenzenhütte
Die Kenzenhütte ist eine privat betriebene Berghütte in den Ammergauer Alpen im Landkreis Ostallgäu auf 1294 m ü. NHN.

## Geschichte
Das Bayrische Königshaus hatte das Kenzengebiet seit 1799 für die königliche Hofjagd gepachtet. An der Stelle der heutigen Hütte ließ König Max II. von Bayern einige einfache Jagdhäuser errichten. Eines dieser Gebäude ersetzte sein Sohn, der spätere König Ludwig II., 1871 durch ein Königshäusl. Der Regent besuchte diese Hütte regelmäßig einmal pro Jahr im Juli. Trotz guter Erhaltung wurden die Hütten der Bergresidenz im Jahr 1939 abgebrochen und eines der Gebäude, die sogenannte Branntweinbrennerhütte, durch das heutige Gebäude ersetzt. Einziger Rest der ursprünglichen Bebauung ist ein Pferdestall, der heute von der Bergwacht genutzt wird.

## Lage
Die Kenzenhütte liegt im Zentrum des Naturschutzgebietes Ammergebirge, eingebettet zwischen Kenzenkopf, Hasentalkopf und Grubenkopf. Südlich der Kenzenhütte befindet sich die markante Hochplatte (2082 m), etwas unterhalb das Kenzen-Jagdhaus und eine ehemalige Zoll-Hütte, die heute von der Bergwacht Bayern genutzt wird.

## Zustiege
Die Kenzenhütte ist über mehrere Zustiegsmöglichkeiten erreichbar, am bequemsten sicherlich mit Hilfe des regelmäßig verkehrenden Kenzenbus vom Talort Halblech aus. Außerdem kann sie sowohl über den Maximiliansweg als auch über die Via Alpina (E4) und den Wanderweg im Halblechtal erreicht werden. Beliebt und ideal ist die Hütte jedoch als Ausgangspunkt für unzählige Wander- und Klettertouren in einem vom Tourismus noch wenig erschlossenen Teil des Ammergebirges.

## Tourenmöglichkeiten
- Von der Kenzenhütte aus auf die Hochplatte (2082 m), über das „Fensterl“ und den Kenzensattel zurück. (5 Stunden)
- Kesselrunde über ausgedehnte Bergwiesen. (3 Stunden)
- Zum Geiselstein (1884 m) mit Kletterrouten vom Schwierigkeitsgrad II bis VII auf der UIAA-Skala. (1½ Stunden)
- Auf den Grubenkopf (1839 m). (2 Stunden)